# Nelson Russell
Nelson Russell (Lisburn, 7 luglio 1897 – Newcastle, 20 ottobre 1971) è stato un militare britannico.

## Biografia
Studiò presso il Campbell College di Belfast prima di essere arruolato al Royal Irish Fusiliers a diciassette anni come secondo tenente.
Nel 17 aprile 1916 gli fu assegnata la Croce Militare per il suo comportamento nel condurre un attacco diurno su una trincea nemica. La città di Lisburn lo omaggiò della Loving Cup d'argento in riconoscimento del suo successo.
Tra le guerre egli militò in Egitto, India, Sudan e Palestina. Comandò il 6º battaglione degli Irish Royal Fusiliers irlandesi dal 1940 fino a quando fu nominato comandante della 38 (Irish) Brigade nel luglio 1942.
Nelson Russell guidò la Brigata irlandese attraverso il territorio tunisino del 1942-43 e gli fu assegnato il Distintinguished Service Order (DSO). La sua esperienza e la sua leadership furono fattori importanti per il successo della Brigata. Dopo aver comandato la Brigata in Sicilia e in Italia nel 1943 e all'inizio del 1944, Russell rimase invalido a casa a causa della cattiva salute.
Il brigadier Russell comandò la Garrison di Belfast nel 1945 e nel 1946 e divenne il primo comandante del 107° (Ulster) Independent Brigade (quando l'esercito territoriale si formò nell'Irlanda del Nord nel 1947).
Nel 1951 Nelson Russell fu nominato Sergent-For-Army per il Parlamento dell'Irlanda del Nord. Si ritirò nel 1968 e morì nel 1971.